# Alipore (ciutat)
Alipore és una ciutat de Bengala Occidental, barri de Calcuta i capital del districte de South 24 Parganas. Està situada a 22° 32′ N, 88° 20′ E / 22.53°N,88.33°E. La seva població al cens del 2001 era de 80.692 habitants (2001).
El seu origen fou la hisenda de Belvedere construïda per Warren Hastings i que va convertir en la seva residència. Progressivament va aterure a més residents britànics i es van construir grans cases i jardins. Més tard fou dotada de diverses institucions.

## Llocs d'interès
- National Library, Belvedere Road
- Alipore Zoological Gardens, Belvedere Road
- National Test House, Judges Court Road
- Alipore Metorological Office, Judges Court Road
- Alipore Presidency Jail, Judges Court Road
- Symantak Nath's House (dins el zoològic)
- Bhavani Bhavan, Belvedere Road
- Kolkata Mint, Diamond Harbour Road
- Casa de Syamantak Nath (dins el zoològic)
- Agri Horticultural Society of India, Agri Horticultural Gardens, Alipore Road
- Royal Meat, Judges Court Road
- The Enclave, Alipore Road
- Hollywood Bowl
- Chicken Cottage, Bahhar Road
- Casa de Sabbir Layr